# Ecnomus tenellus
Ecnomus tenellus – gatunek owada z rzędu chruścików i rodziny wrzecionkowatych. Larwy są drapieżne, budują sieci łowne, zasiedlają jeziora i duże rzeki nizinne. Limnebiont obecny we wszystkich typach jezior, często i licznie występujący w dystroficznych i torfowiskowych, głównie w strefie elodeidów. Larwy spotykane w szuwarach, napływkach najpłytszego litoralu, izoetidach, oczeretach, na dnie mulistym w strefie elodeidów, nimfeidach, elodeidach i peryfitonie.
Gatunek palearktyczny, acidotolerancyjny.